# Anthony Benedict Modeste
Pour l’article homonyme, voir Anthony Modeste.
Anthony Benedict Modeste, dit Nixon, né le 30 août 1975, est un footballeur grenadien à la retraite. Il a dirigé à plusieurs reprises l'équipe nationale de Grenade.

## Biographie

### Carrière de joueur
En tant que défenseur, Anthony Modeste a été international grenadien de 1996 à 2011 (56 sélections, 6 buts marqués). Il a disputé deux Gold Cup avec son pays en 2009 et 2011.
Après avoir joué aux Anchor Queen's Park Rangers (Grenade), sans rien gagner, il partit en 2002 pour le club jamaïcain de Portmore United Football Club (appelé Hazard United à l'époque). Il remporta trois coupes de Jamaïque, trois fois le championnat de Jamaïque et la CFU Club Championship en 2005.

### Sélectionneur de Grenade
Modeste a été à cinq reprises sélectionneur de Grenade. En 2008, il fut entraîneur-joueur à l'occasion de la Coupe caribéenne des nations 2008. En 2012, il ne dirigea qu'un seul match, contre le Guyana (défaite 1-2). Il prit une troisième fois les rênes de la sélection lors du 1er tour préliminaire de la Coupe caribéenne des nations 2014, puis une quatrième fois durant le 2e tour de qualifications de la Coupe du monde 2018, face à Porto Rico. À l'occasion du match-aller contre ce dernier adversaire, Modeste reçoit une suspension de 4 matchs et écope d'une amende de 10 000 US$ pour inconduite contre des officiels de cette rencontre. Il est remplacé par Andrew Munro qui assure l'intérim à la tête de l'équipe nationale et la prend définitivement en charge à partir de 2016. Modeste reprend encore les rênes de la sélection en octobre 2017 pour affronter en match amicaux le Guyana et le Panama (1-0 et 0-5 respectivement).

## Clubs
- 1995-2002 :  Anchor Queen's Park Rangers
- 2002-2011 :  Portmore United Football Club

## Palmarès joueur
- Championnat de Jamaïque de football
  - Champion en 2003, en 2005 et en 2008.
- Coupe de Jamaïque de football
  - Vainqueur en 2003, en 2005 et en 2007.
- CFU Club Championship
  - Vainqueur en 2005.